# Akuła (1909)
Akuła – rosyjski okręt podwodny o wyporności 370 ton na powierzchni, zwodowany 22 sierpnia 1909 roku w stoczni Bałtyckiej w Petersburgu. Ukończony we wrześniu 1911 roku, 28 listopada 1915 roku zatonął na minie pod Windawą. „Akuła” została zaprojektowana przez rosyjskiego inżyniera Iwana Bubnowa. Mimo problemów z układem napędowym, okręt o rezerwie wyporności 25% uważany był za udaną konstrukcję.
Oryginalny projekt przewidywał układ napędowy, w którego skład wchodziły trzy silniki Diesla o mocy 300 koni mechanicznych każdy, napędzające trzy wały napędowe. W rzeczywistości, wybudowany okręt napędzany był jedynie dwoma silnikami spalinowymi napędzającymi dwa wały, trzeci zaś wał napędzany był przez silnik elektryczny o mocy 225 KM, zamieniony później na jednostkę o mocy 300 KM.
Okręt wyposażony był w dwie standardowe wyrzutnie torpedowe kalibru 450 mm na dziobie oraz dwie wyrzutnie na rufie, a także cztery wyrzutnie systemu Stefana Drzewieckiego. Z załoga liczącą 24 osoby, okręt zanurzał się do głębokości peryskopowej w ciągu 180 sekund, przy dopuszczalnej głębokości zanurzenia wynoszącej 50 metrów.

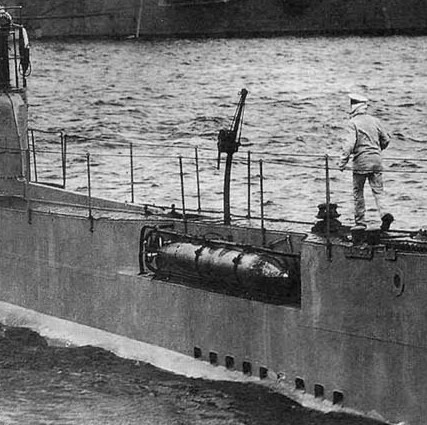
Wyrzutnia Drzewieckiego z umieszczoną wewnątrz torpedą na „Akule”